# كانتوزوماب مرتانسين
كانتوزوماب مرتانسين هو جسم مضاد وحيد النسيلة يرتبط مع مادة سامة للخلايا هي مرتانسين، وقد استخدم لعلاج سرطان القولون وأنواع أخرى من السرطان.
المصادر ذكرت أنه قد أعلن عن نتائج المرحلة الأولى لثلاث تجارب سريرية عليه حتى عام 2003.